# Чемпионат Европы по лёгкой атлетике 2018 — эстафета 4×400 метров (мужчины)
Соревнования в эстафете 4×400 метров у мужчин на чемпионате Европы по лёгкой атлетике 2018 года прошли 10 и 11 августа в Берлине на Олимпийском стадионе.
К соревнованиям были допущены 16 сильнейших сборных Старого Света, определявшиеся по сумме двух лучших результатов, показанных в период с 1 января 2017 года по 22 июля 2018 года.
Действующим чемпионом Европы в эстафете 4×400 метров являлась сборная Бельгии.

## Медалисты
| Золото | Серебро                                                                                        | Бронза                                                                                                 |
| Бельгия · Дилан Борле · Джонатан Борле · Джонатан Сакур · Кевин Борле · Жюльен Ватрен · Робин Вандербемден | Великобритания · Рабах Юсиф · Дуэйн Коуэн · Мэттью Хадсон-Смит · Мартин Руни · Кэмерон Чалмерс | Испания · Оскар Усильос · Лукас Буа · Самуэль Гарсия · Бруно Ортелано · Марк Ухакпор · Дарвин Эчеверри |

## Рекорды
До начала соревнований действующими были следующие рекорды.
| Мировой рекорд                   | США · Эндрю Валмон · Куинси Уоттс · Батч Рейнольдс · Майкл Джонсон                 | 2.54,29 | Штутгарт, Германия | 22 августа 1993 |
| Рекорд Европы                    | Великобритания · Айван Томас · Джейми Болч · Марк Ричардсон · Роджер Блэк          | 2.56,60 | Атланта, США       | 3 августа 1996  |
| Рекорд чемпионатов Европы        | Великобритания · Пол Сандерс · Крисс Акабуси · Джон Реджис · Роджер Блэк           | 2.58,22 | Сплит, Югославия   | 1 сентября 1990 |
| Лучший результат сезона в мире   | Университет Южной Калифорнии Рикки Морган Рэй Бенджамин Захари Шинник Майкл Норман | 2.59,00 | Юджин, США         | 8 июня 2018     |
| Лучший результат сезона в Европе | Италия · Даниэле Корса · Микеле Трикка · Владимир Ачети · Давиде Ре                | 3.02,11 | Берн, Швейцария    | 16 июня 2018    |

## Расписание
| Дата            | Время | Раунд соревнований     |
| --------------- | ----- | ---------------------- |
| 10 августа 2018 | 13:05 | Предварительные забеги |
| 11 августа 2018 | 21:30 | Финал                  |

Время местное (UTC+2:00)

## Результаты
Обозначения: Q — Автоматическая квалификация | q — Квалификация по показанному результату | WR — Мировой рекорд | ER — Рекорд Европы | CR — Рекорд чемпионатов Европы | NR — Национальный рекорд | NU23R — Национальный рекорд среди молодёжи | WL — Лучший результат сезона в мире | EL — Лучший результат сезона в Европе | SB — Лучший результат в сезоне | DNS — Не стартовали | DNF — Не финишировали | DQ — Дисквалифицированы

### Предварительные забеги
Квалификация: первые 3 команды в каждом забеге (Q) плюс 2 лучших по времени (q) проходили в финал.
| Место | Команда                                                                       | Забег | Результат | Примечания |
| ----- | ----------------------------------------------------------------------------- | ----- | --------- | ---------- |
| 1     | Великобритания (Кэмерон Чалмерс, Дуэйн Коуэн, Рабах Юсиф, Мартин Руни)        | 1     | 3:01.62   | Q, EL      |
| 2     | Франция (Мам-Ибра Анн, Мамаду Кассе Анн, Тедди Атин-Венель, Томас Жордье)     | 1     | 3:01.67   | Q, SB      |
| 3     | Чехия (Патрик Шорм, Михал Десенский, Вит Мюллер, Павел Маслак)                | 1     | 3:02.52   | Q, NR      |
| 4     | Бельгия (Жюльен Ватрен, Робин Вандербемден, Джонатан Сакур, Дилан Борле)      | 2     | 3:02.55   | Q          |
| 5     | Польша (Дариуш Ковалюк, Рафал Омелько, Матеуш Жезничак, Каетан Душиньский)    | 1     | 3:02.75   | q          |
| 6     | Германия (Марвин Шлегель, Торбен Юнкер, Фабиан Даммерман, Йоханнес Трефц)     | 1     | 3:03.37   | q          |
| 7     | Италия (Эдоардо Скотти, Микеле Трикка, Владимир Ачети, Давиде Ре)             | 2     | 3:04.08   | Q          |
| 8     | Испания (Марк Ухакпор, Лукас Буа, Дарвин Эчеверри, Самуэль Гарсия)            | 2     | 3:04.62   | Q, SB      |
| 9     | Нидерланды (Тони ван Дипен, Лимарвин Боневасия, Рэмзи Анджела, Ник Смидт)     | 2     | 3:04.93   |            |
| 10    | Украина (Алексей Поздняков, Данил Даниленко, Станислав Сеник, Виталий Бутрым) | 1     | 3:05.95   | SB         |
| 11    | Ирландия (Кристофер О’Доннелл, Брэндон Арри, Леон Рид, Томас Барр)            | 2     | 3:06.55   | SB         |
| 12    | Хорватия (Матео Ружич, Хрвое Чукман, Свен Цепуш, Матео Ковачич)               | 2     | 3:07.80   | SB         |
| 13    | Турция (Абдулла Тютюнджи, Явуз Джан, Акын Озюрек, Батухан Алтынташ)           | 2     | 3:07.83   |            |
| 14    | Румыния (Кристиан Раду, Космин Трофин, Давид Нэстасе, Роберт Пардже)          | 2     | 3:10.08   |            |
| 15 !  | Швеция (Карл Бенгтстрём, Эрик Мартинссон, Деннис Форсман, Йоэль Грот)         | 1     | DQ        |            |
| 15 !  | Швейцария (Йонас Гериг, Рикки Петруччани, Жоэль Бургундер, Шарль Деванте)     | 1     | DQ        |            |

### Финал

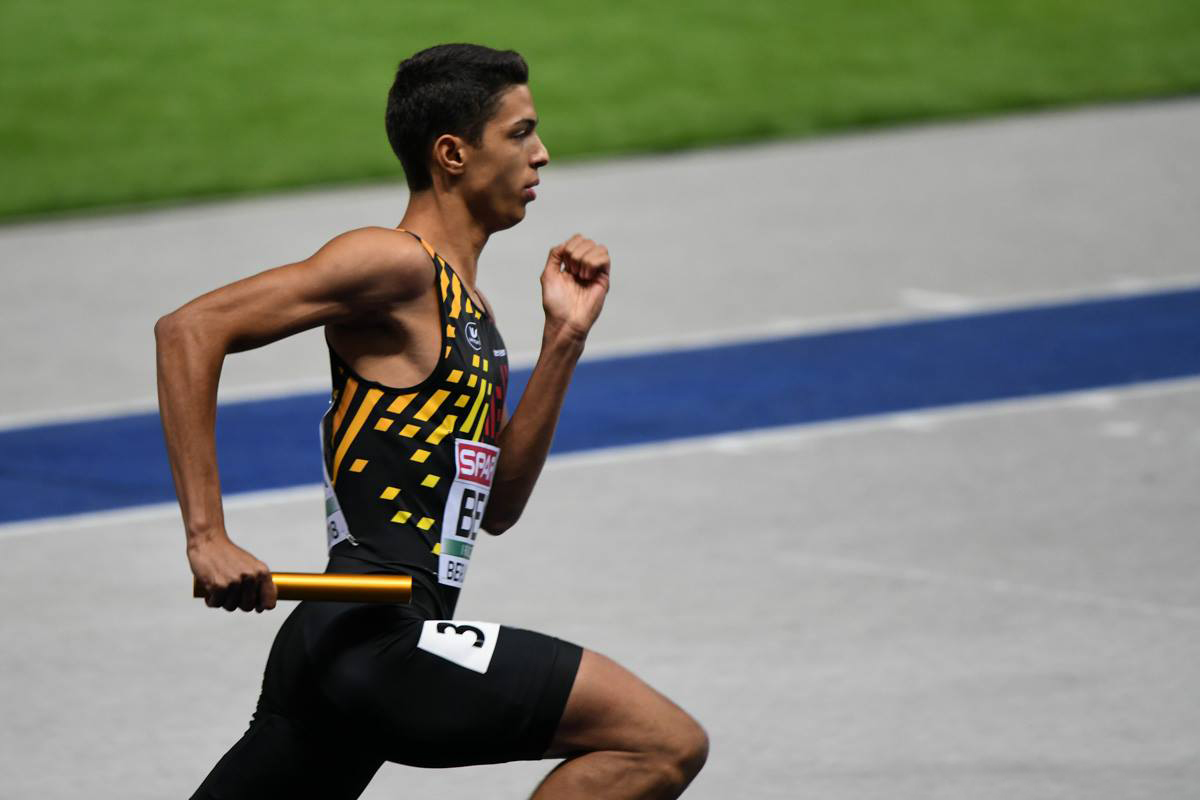
Джонатан Сакур (Бельгия)
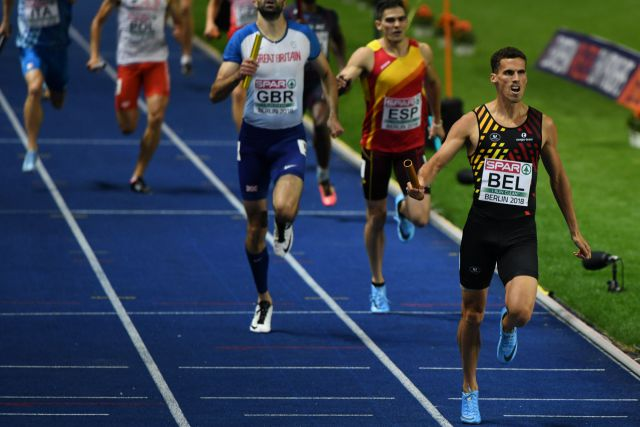
Финиш
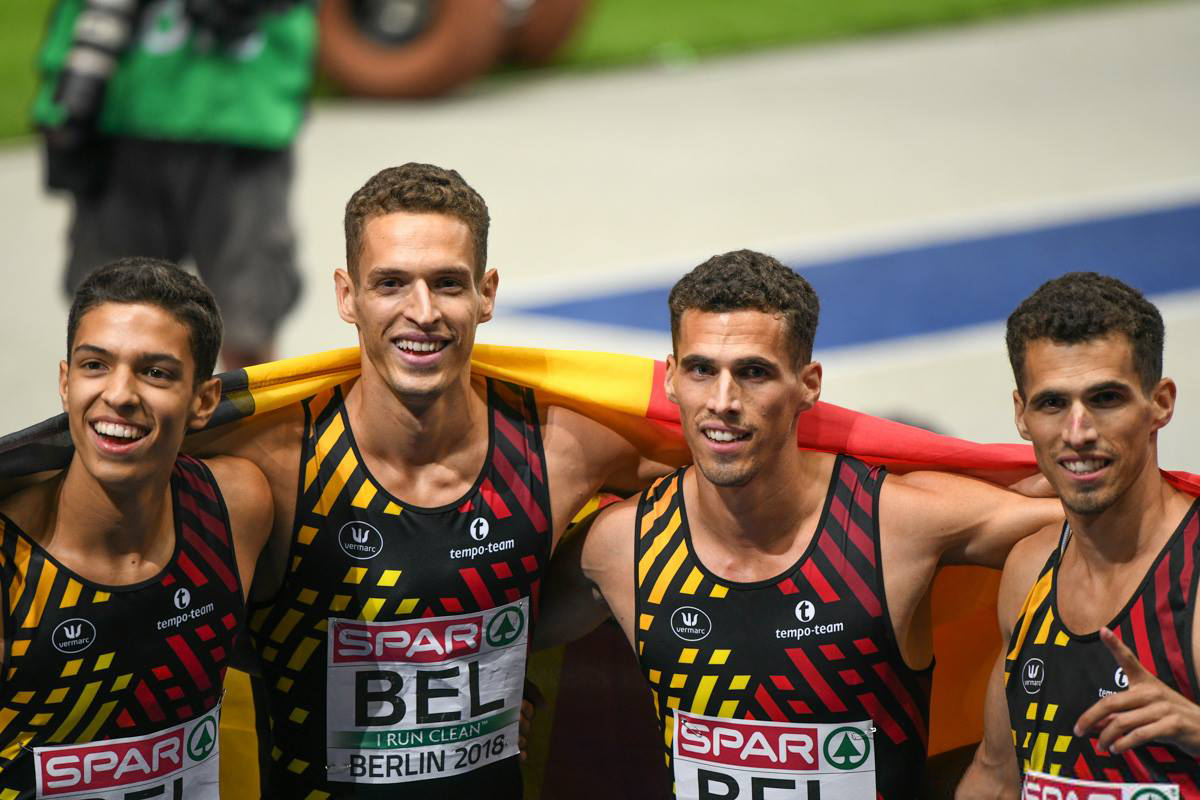
Чемпионы Европы из Бельгии

Финал в эстафете 4×400 метров у мужчин состоялся 11 августа 2018 года. Со второго этапа лидерство захватила сборная Испании, и ей удавалось сохранять первое место вплоть до финишной прямой. На заключительном этапе за испанцев бежал Бруно Ортелано: после быстрого начала он заметно сдал на финише и пропустил вперёд бельгийца Кевина Борле и британца Мартин Руни. Сборная Бельгии, в составе которой выступали три брата Борле, в третий раз за последние четыре чемпионата Европы выиграла золотые медали. Команда Испании оказалась на подиуме в эстафете 4×400 метров впервые с 1998 года.
| Место | Команда                                                                    | Результат | Примечания |
| ----- | -------------------------------------------------------------------------- | --------- | ---------- |
| 1     | Бельгия (Дилан Борле, Джонатан Борле, Джонатан Сакур, Кевин Борле)         | 2:59.47   | EL         |
| 2     | Великобритания (Рабах Юсиф, Дуэйн Коуэн, Мэттью Хадсон-Смит, Мартин Руни)  | 3:00.36   | SB         |
| 3     | Испания (Оскар Усильос, Лукас Буа, Самуэль Гарсия, Бруно Ортелано)         | 3:00.78   | SB         |
| 4     | Франция (Людви Вайян, Мамаду Кассе Анн, Тедди Атин-Венель, Томас Жордье)   | 3:02.08   |            |
| 5     | Польша (Кароль Залевский, Рафал Омелько, Лукаш Кравчук, Каетан Душиньский) | 3:02.27   |            |
| 6     | Италия (Эдоардо Скотти, Микеле Трикка, Давиде Ре, Маттео Гальван)          | 3:02.34   |            |
| 7     | Чехия (Ян Тесарж, Павел Маслак, Патрик Шорм, Филип Шнейдр)                 | 3:03.00   |            |
| 8     | Германия (Патрик Шнайдер, Торбен Юнкер, Фабиан Даммерман, Йоханнес Трефц)  | 3:04.69   |            |